# El Cercado (Nueva Esparta)
El Cercado (Nueva Esparta) es una población de la Isla de Margarita, Venezuela que pertenece al Municipio Gómez (Nueva Esparta),  cercana a la población de El Maco. Cada año se celebra la Feria Artesanal de El Cercado.